# Lusignan N. ciprusi királyi hercegnő
Lusignan N. (1379 – 1382 április/október 13. előtt), franciául: N. de Chypre/de Lusignan, görögül: Ɲӽª τῆς Κύπρου. Ciprusi, örmény és jeruzsálemi királyi hercegnő, ciprusi trónörökös. A Lusignan-ház tagja.

## Élete
A francia származású és római katolikus vallású Lusignan-ház tagja volt. Apja II. (Kövér) Péter ciprusi király, apai nagyapja I. Péter ciprusi király, apai nagyanyja Aragóniai Eleonóra aragón királyi hercegnő, Ribagorça és Prades grófnője, aki II. Jakab aragóniai király és Anjou Blanka aragóniai királyné unokájaként volt II. Károly nápolyi király és Árpád-házi Mária nápolyi királyné (V. István magyar király lánya) dédunokája. Édesanyja Visconti Valentina, aki Bernabò Viscontinak, Milánó urának volt a leánya.
Kövér Péter 1376. április 2-án Milánóban képviselők útján házasságot kötött Visconti Valentina milánói úrnővel. A tényleges esküvőre 1378 szeptemberében került sor Nicosiában, a Szent Bölcsesség Székesegyházban. 
Házasságukból egyetlen, ismeretlen nevű leánygyermek született 1379-ben.
Péter húga, Margit  hercegnő, aki eddig a Ciprusi Királyság (prezumptív/feltételezett) trónörököse volt, ekkor visszaszorult a második helyre. A kis hercegnő azonban még csecsemőkorában, az apja halála, 1382. október 13-a előtt elhunyt. A lányuk halála után II. Péter felesége, Visconti Valentina szeretett volna királynő lenni. II. Péter halála (1382) után viszont ez nem sikerült az özvegyének, Valentina királynénak, ahogy sem II. Péter húga, Margit hercegnő, sem húgának későbbi férje, ifjabb Jakab, aki Lusignan János régensnek a fia volt, nem lett Ciprus új uralkodója. A ciprusi trónt végül a Lusignan-ház ekkor rangidős tagja, II. Péternek, Margitnak és ifjabb Jakabnak az egyetlen, még élő, de genovai fogságban sínylődő nagybátyja, idősebb Jakab foglalta el annak ellenére is, hogy ő IV. Hugó ciprusi király negyedszülött fia volt, míg ifjabb Jakab a harmadszülött fiúnak, Jánosnak volt a fia, Margit pedig IV. Hugó másodszülött fiának a leánya.